# Лентач
«Лента́ч» — сообщество «ВКонтакте», созданное бывшими сотрудниками редакции «Ленты.ру», публикующее новости России и мира и насчитывающее более 400 тысяч (по состоянию на август 2025 года) подписчиков. Ранее паблик являлся сообществом «Ленты.ру».
Упор в публикациях идёт на социально-политические, а также смешные и необычные новости.
В 2015—2016 году «Лентач» появился в Telegram, Facebook, Twitter, «Одноклассниках», «Моём Мире», Viber и ICQ. В 2019 году у сообщества появилась страница в Instagram, а в 2020 — в TikTok.

## История
Сообщество было создано бывшим бильд-редактором «Ленты.ру» Игорем Белкиным и его научным обозревателем Андреем Коняевым 19 августа 2011 года и изначально позиционировалось как официальная страница издания во «ВКонтакте».
12 марта 2014 года, в день смены главного редактора «Ленты.ру» Галины Тимченко, паблик лишился статуса официального и был переименован в «Лентач». Чуть позже, 19 марта, в сообществе появилось объявление об автономности. Руководители страницы передали управление пользователям, которые не работали в издании, но принимали активное участие в жизни сообщества.
В июне 2015 года Роскомнадзор внёс «Лентач» в список блогеров, согласно «Закону о блогерах», который накладывал ряд ограничений на содержимое ресурса. В 2017 году данный закон был отменён.
2 апреля 2016 года «ВКонтакте» запретила сообществу размещать любые ссылки, объяснив это нарушением правил публикации рекламы. Руководство паблика не согласилось с запретом и заявило об уходе из социальной сети. Позже сообщество объявило, что достигло взаимопонимания с администрацией «ВКонтакте» и продолжило работу в соцсети.
13 июля 2016 года основатели сообщества Андрей Коняев и Игорь Белкин объявили об освобождении администратора паблика Марка Шейна (настоящее имя Валерий Марков) от исполнения обязанностей главного редактора и назначили «день тишины». С 14 июля руководство принял шеф-редактор сообщества «Образовач» Артём Крашенинников.
После ухода Шейна, в августе 2016 года, Андрей Коняев объявил о создании агентства «Пикчер».
22 февраля 2017 года руководство паблика сообщило, что получило угрозы от «Православного юридического центра быстрого реагирования». Представитель центра заявил, что сообщество в течение 12 часов должно удалить все материалы, содержащие упоминания бога и религии с момента создания «Лентача». В случае отказа, центр обещал направить заявление о проверке по статье 148 УК РФ и статье 282 УК РФ. Администрация отказалась удалять посты. Правоохранительные органы не нашли в публикациях нарушений вышеупомянутых статей УК РФ.
В июне 2017 года в Госдуме прошло открытое заседание совета блогеров, организованное депутатом от ЛДПР Василием Власовым, в котором Лентач принял участие.
В сентябре 2017 года Артём Крашенинников покинул пост главного редактора, уйдя руководить агентством «Пикчер». Его должность в «Лентаче» занял Артём Колпаков.
20 августа 2018 года Ассоциация профессиональных пользователей соцсетей и мессенджеров написала открытое письмо к Госдуме и Совету Федерации с требованием отменить статью 148 УК РФ и декриминализировать статью 282 УК РФ. «Лентач», совместно с 50 сообществами «ВКонтакте», общей численностью более 60 млн человек, подписался под этим письмом.
31 августа 2018 года «Лентач» был зарегистрирован как товарный знак.
В октябре 2018 года Тарас Сычёв сменил Артёма Колпакова на посту главного редактора.
7 марта 2019 года паблик получил верификацию «ВКонтакте» и статус официального.
29 ноября 2019 года Роскомнадзор опубликовал «Перечень информационных ресурсов, неоднократно распространяющих недостоверную информацию». Всего он содержал 27 ссылок среди которых были «Лентач», «Газета.Ru», РБК, Mash и MDK. Попавшие в список раскритиковали ведомство и потребовали разъяснений, отметив, что причиной для внесения в документ стали комментарии в соцсетях, за которые издания не могут нести ответственность. Позже Роскомнадзор официально отказался от претензий к СМИ, согласившись, что все случаи распространения фейк-ньюс относятся к комментариям пользователей.

### Увольнение Марка Шейна и раскол редакции
В июле 2016 года основатели паблика Андрей Коняев и Игорь Белкин объявили об увольнении руководителя сообщества Марка Шейна. Основной причиной этому послужило привлечение им подозрительных источников финансирования в созданный на базе «Лентача» проект — сеть региональных СМИ «Сейчас». По их мнению, это выглядело не как инвестиция, а как продажа «Лентача» отдельной компании. Также на увольнение повлиял ряд скандалов, в том числе и объявление об уходе сообщества из «ВКонтакте» 2 апреля 2016 года.
Шейн не согласился с Коняевым и Белкиным, назвав происходящее рейдерским захватом. Он пообещал обратиться в суд и объявил о создании собственного проекта под названием «Настоящий Лентач». Также бывший руководитель страницы заявил, что согласно правилам «ВКонтакте», сообщество принадлежит тому, кто владеет контентом и удалил часть публикаций. Из-за этого владельцам паблика пришлось ограничить доступ всей редакции, дабы избежать полного удаления контента. Это стало причиной ухода редакции, часть из которой вернулась спустя время.
Позже пресс-секретарь «ВКонтакте» Евгений Красников опроверг информацию о правиле, названном Шейном, и заявил, что только создатель сообщества обладает исключительными правами.
Бывший руководитель не вернул доступ к страницам сообщества в Facebook, Twitter и Telegram. Руководству паблика пришлось создать новые аккаунты в этих соцсетях и изменить дизайн, дабы определить различие.
В сентябре 2016 года Марк Шейн сообщил, что зарегистрировал товарный знак «Лентач». Однако на тот момент он только подал на него заявку от лица ООО «Анаким». На регистрацию также претендовало ООО «Пикчер». В ходе делопроизводства ООО «Анаким» было отказано в регистрации, а ООО «Пикчер» 31 августа 2018 года стало правообладателем товарного знака «Лентач».

## Акции и проекты
Новогодние игры «Лентача». Начиная с 2015 года сообщество ежегодно выпускает мини-игры по мотивам главных событий России в прошедшем году. Вокруг первой игры под названием «Многоходовочка», вышедшей 5 января 2015 года, развернулся скандал. 6 января так называемое «Интернет-ополчение» выступило с призывом писать жалобы на игру, в связи с чем пабликом заинтересовались Следственный комитет и Генпрокуратура. 17 января регистратор Reg.ru приостановил делегирование домена «Многоходовочки». В переписке с администрацией регистратор сообщил о жалобе на экстремистские материалы, содержащиеся в игре.
Опека над кекликами. 1 апреля 2018 года «Лентач» объявил о сборе денег на опеку европейских кекликов в Московском зоопарке. Необходимая сумма была собрана подписчиками за два часа и спустя несколько дней на вольере с птицами появилась надпись о том, что паблик стал официальным опекуном животных. Через полгода кекликов перевезли в подмосковный питомник Московского зоопарка.
KuJi Podcast. 23 мая 2018 года «Лентач», издание N+1 и клуб Standup Store Moscow запустили ютьюб-шоу KuJi Podcast, в котором обсуждаются последние новости в мире. В декабре 2019 года шоу отсоединилось в отдельный проект.
Поздравление «Моста глупости». Под низким мостом в Санкт-Петербурге постоянно застревают грузовые автомобили, несмотря на дорожные знаки, ограничители, специальный баннер с надписью «Опасно! Низкий мост. Газель не проедет!» и пометки в навигаторах. Из-за этого мост прозвали «Мостом глупости». Когда 27 мая 2018 года под ним застряла 150-я «Газель», Лентач «поздравил» мост, повесив на нём баннер с поздравлениями, а также принёс торт со свечами. Благодаря этой акции, на проблему обратили внимание десятки СМИ и власти, которые пообещали разобраться с ней. В результате у моста повесили больше предупреждающих знаков и ограничителей, но «Газели» продолжают там застревать.
«Щелчок таноса». В апреле 2019 года «Лентач» предложил повторить идею создателей одного из подразделов Reddit. По задумке, в определённое время половине участников активности должны заблокировать страницы во «ВКонтакте» — это отсылка к фильму «Мстители: Война бесконечности», где антагонист Танос щелчком обратил в пыль половину живых существ во Вселенной. Соцсеть поддержала идею, создав специальное приложение для регистрации участников. Всего в акции приняли участие 794 тысячи человек, 397 тысяч из которых, 24 апреля в 14:00 по московскому времени, были заблокированы на 15 минут.

## Награды
30 ноября 2012 года сообщество «Ленты.ру» победило в народном голосовании номинации «BDSMM» Антипремии Рунета с формулировкой «За отжыги в соцсетях».
15 декабря 2014 года «Лентач» стал победителем народного голосования номинации «BDSMM и другие позы PR» Антипремии Рунета «За отжыги в соцсетях».
13 февраля 2017 года «Лентач» занял третье место в номинации «BDSMM и другие позы PR», а также победил в народном голосовании номинаций «BDSMM и другие позы PR» и «Не СМИшно» Антипремии Рунета.
18 декабря 2018 года Telegram-канал «Лентача» стал победителем в номинации «Лучший telegram-канал» премии NeForum Awards 2018.